# Cartamina
La Cartamina es un pigmento rojo natural derivado del cártamo (Carthamus tinctorius) Es utilizado como colorante textil y alimentario. Como aditivo, es conocido como Rojo Natural 26.
El cártamo ha sido cultivado desde tiempos remotos, y la cartamina ha sido utilizada como colorante en el Antiguo Egipto. Tuvo una amplia aplicación para la tinción de lana, en la industria de tapetes en países europeos y para elaborar cosméticos para geishas y artistas del teatro kabuki en Japón, donde el color era conocido como beni (紅). Ha competido con el colorante sintético fucsina como colorante de seda.
Se compone de dos chalconas; los enlaces conjugados son los responsables del color. La cartamina es biosintetizada a partir de una chalcona (2,4,6,4’-tetrahidroxichalcona) y de 2 moléculas de glucosa para dar el pigmento amarillo cártamo A y con una molécula adicional de glucosa, amarillo cártamo B. El siguiente paso es la formación de la precartamina y finalmente se forma  la molécula de cartamina por descarboxilación.